# Quercus montana
Quercus montana är en bokväxtart som beskrevs av Carl Ludwig von Willdenow. Quercus montana ingår i släktet ekar, och familjen bokväxter. Inga underarter finns listade.

## Namn
Arten kallas på engelska Chesnut Oak. Av svenskarna i Nya Sverige kallades den kastanjeek.

## Bildgalleri

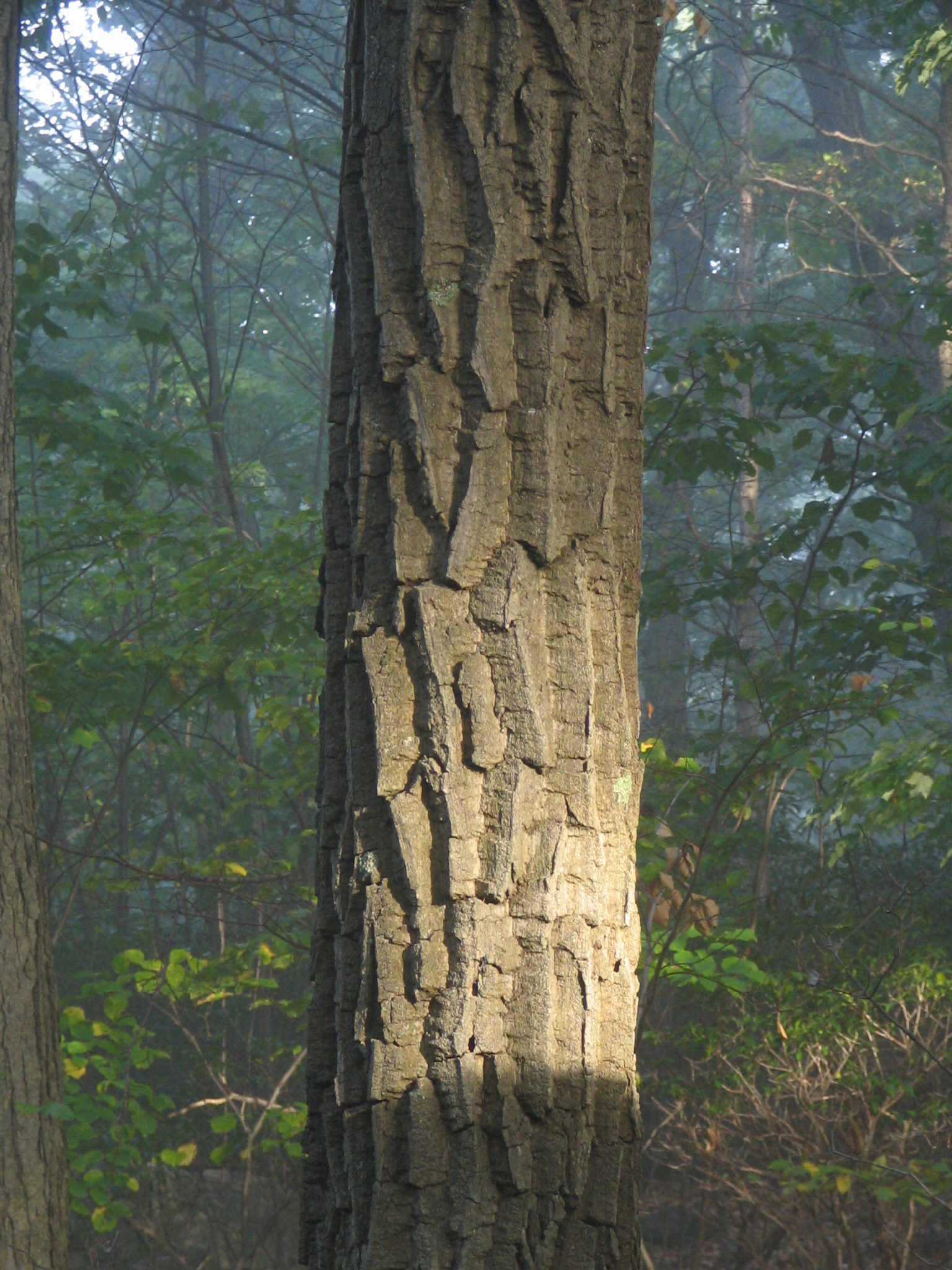
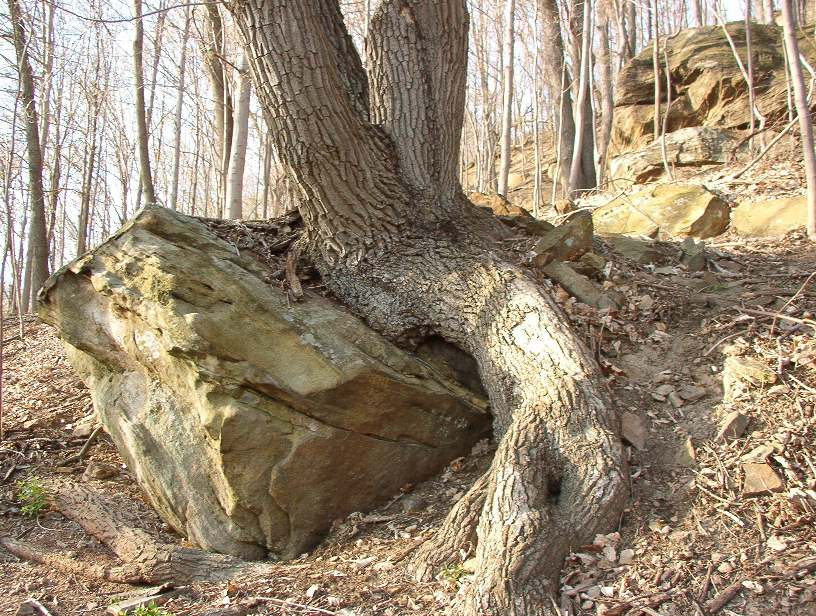